# Werner Langen

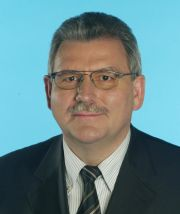
Werner Langen (2008)

Werner Langen (n. 27 noiembrie 1949, Müden, Renania-Palatinat, Germania) este un om politic german, membru al Parlamentului European în perioada 1999-2004 din partea Germaniei.